# Тимки (Минская область)
Тимки (бел. Цімкі) — деревня в Борисовском районе Минской области Беларуси. Входит в состав Пригородного сельсовета.

## География
Деревня находится в северо-восточной части Минской области, на правом берегу реки Начи, при автодороге Н-8124, на расстоянии приблизительно 9 километров (по прямой) к северу от города Борисов, административного центра района. Абсолютная высота — 188 метров над уровнем моря. Площадь населённого пункта — 0,4512 км².

## История
Известна с XVII века. В 1897 году входила в состав Борисовского уезда Минской губернии, насчитывалось 19 дворов и 140 жителей.
По состоянию на 1909 год, в Тимках имелось 25 дворов и проживало 194 человека. В административном отношении деревня входила в состав Бытчанской волости.
С 20 августа 1924 года в составе Кищинаслободского сельского совета Борисовского района. В 1931 году, в ходе проведения коллективизации, был образован колхоз.
С 8 февраля 2010 года в составе Пригородного сельсовета.

## Население
По данным переписи 2019 года, в деревне проживало 49 человек.
| Год  | Население, человек |
| ---- | ------------------ |
| 1800 | 116                |
| 1897 | ↗ 140              |
| 1909 | ↗ 194              |
| 1917 | ↘ 175              |
| 1926 | ↗ 207              |
| 1960 | ↗ 214              |
| 1988 | ↘ 104              |
| 2008 | ↘ 87               |
| 2009 | ↘ 68               |
| 2019 | ↘ 49               |